# تسوليكون
تسوليكون (بالألمانية: Zollikon) هي إحدى بلديات مقاطعة مايلن في كانتون زيورخ في سويسرا. تبلغ مساحتها 7.84 كيلومتر مربع، ويقدر عدد سكانها بـ 12983 نسمة (حسب تعداد ديسمبر 2017).

## أعلام
- سيدريك برونر
- هربرت ماير
- هاينز هوف
- أدولف موشج
- يوجين بليولر